# Grand Prix Japonii 2019
Grand Prix Japonii 2019, oficjalnie Formula 1 2019 Japanese Grand Prix – siedemnasta runda eliminacji Mistrzostw Świata Formuły 1 w sezonie 2019. Grand Prix odbyło się w dniach 11–13 października 2019 roku na torze Suzuka International Racing Course w mieście Suzuka.

## Lista startowa
| Nr | Kierowca           | Zespół                           | Samochód                      | Silnik           | Opony |
| -- | ------------------ | -------------------------------- | ----------------------------- | ---------------- | ----- |
| 3  | Daniel Ricciardo   | Renault F1 Team                  | Renault R.S.19                | Renault 1.6T V6  | P     |
| 4  | Lando Norris       | McLaren F1 Team                  | McLaren MCL34                 | Renault 1.6T V6  | P     |
| 5  | Sebastian Vettel   | Scuderia Ferrari Mission Winnow  | Ferrari SF90                  | Ferrari 1.6T V6  | P     |
| 7  | Kimi Räikkönen     | Alfa Romeo Racing                | Alfa Romeo C38                | Ferrari 1.6T V6  | P     |
| 8  | Romain Grosjean    | Rich Energy Haas F1 Team         | Haas VF-19                    | Ferrari 1.6T V6  | P     |
| 10 | Pierre Gasly       | Red Bull Toro Rosso Honda        | Toro Rosso STR14              | Honda 1.6T V6    | P     |
| 11 | Sergio Pérez       | SportPesa Racing Point F1 Team   | Racing Point RP19             | Mercedes 1.6T V6 | P     |
| 16 | Charles Leclerc    | Scuderia Ferrari Mission Winnow  | Ferrari SF90                  | Ferrari 1.6T V6  | P     |
| 18 | Lance Stroll       | SportPesa Racing Point F1 Team   | Racing Point RP19             | Mercedes 1.6T V6 | P     |
| 20 | Kevin Magnussen    | Rich Energy Haas F1 Team         | Haas VF-19                    | Ferrari 1.6T V6  | P     |
| 23 | Alexander Albon    | Aston Martin Red Bull Racing     | Red Bull RB15                 | Honda 1.6T V6    | P     |
| 26 | Daniił Kwiat       | Red Bull Toro Rosso Honda        | Toro Rosso STR14              | Honda 1.6T V6    | P     |
| 27 | Nico Hülkenberg    | Renault F1 Team                  | Renault R.S.19                | Renault 1.6T V6  | P     |
| 33 | Max Verstappen     | Aston Martin Red Bull Racing     | Red Bull RB15                 | Honda 1.6T V6    | P     |
| 44 | Lewis Hamilton     | Mercedes-AMG Petronas Motorsport | Mercedes AMG F1 W10 EQ Power+ | Mercedes 1.6T V6 | P     |
| 55 | Carlos Sainz Jr.   | McLaren F1 Team                  | McLaren MCL34                 | Renault 1.6T V6  | P     |
| 63 | George Russell     | ROKiT Williams Racing            | Williams FW42                 | Mercedes 1.6T V6 | P     |
| 77 | Valtteri Bottas    | Mercedes-AMG Petronas Motorsport | Mercedes AMG F1 W10 EQ Power+ | Mercedes 1.6T V6 | P     |
| 88 | Robert Kubica      | ROKiT Williams Racing            | Williams FW42                 | Mercedes 1.6T V6 | P     |
| 99 | Antonio Giovinazzi | Alfa Romeo Racing                | Alfa Romeo C38                | Ferrari 1.6T V6  | P     |
| Nr | Kierowca           | Zespół                           | Samochód                      | Silnik           | Opony |

## Wyniki

### Zwycięzcy sesji treningowych
Źródło: formula1.com
| Sesja | Nr             | Kierowca        | Konstruktor    | Czas           | Okr.           |
| ----- | -------------- | --------------- | -------------- | -------------- | -------------- |
| 1     | 77             | Valtteri Bottas | Mercedes       | 1:28,731       | 26             |
| 2     | 77             | Valtteri Bottas | Mercedes       | 1:27,785       | 33             |
| 3     | Sesja odwołana | Sesja odwołana  | Sesja odwołana | Sesja odwołana | Sesja odwołana |

### Kwalifikacje
Źródło: formula1.com
| P                    | Nr | Kierowca           | Konstruktor  | Czasy w kwalifikacjach | Czasy w kwalifikacjach | Czasy w kwalifikacjach | Poz. s. |
| P                    | Nr | Kierowca           | Konstruktor  | Q1                     | Q2                     | Q3                     | Poz. s. |
| -------------------- | -- | ------------------ | ------------ | ---------------------- | ---------------------- | ---------------------- | ------- |
| 1                    | 5  | Sebastian Vettel   | Ferrari      | 1:28,988               | 1:28,174               | 1:27,064               | 1       |
| 2                    | 16 | Charles Leclerc    | Ferrari      | 1:28,405               | 1:28,179               | 1:27,253               | 2       |
| 3                    | 77 | Valtteri Bottas    | Mercedes     | 1:28,896               | 1:27,688               | 1:27,293               | 3       |
| 4                    | 44 | Lewis Hamilton     | Mercedes     | 1:28,735               | 1:27,826               | 1:27,302               | 4       |
| 5                    | 33 | Max Verstappen     | Red Bull     | 1:28,754               | 1:28,499               | 1:27,8511              | 5       |
| 6                    | 23 | Alexander Albon    | Red Bull     | 1:29,351               | 1:28,156               | 1:27,8511              | 6       |
| 7                    | 55 | Carlos Sainz Jr.   | McLaren      | 1:29,018               | 1:28,577               | 1:28,304               | 7       |
| 8                    | 4  | Lando Norris       | McLaren      | 1:28,873               | 1:28,571               | 1:28,464               | 8       |
| 9                    | 10 | Pierre Gasly       | Toro Rosso   | 1:29,411               | 1:28,779               | 1:28,836               | 9       |
| 10                   | 8  | Romain Grosjean    | Haas         | 1:29,572               | 1:29,144               | 1:29,341               | 10      |
| 11                   | 99 | Antonio Giovinazzi | Alfa Romeo   | 1:29,604               | 1:29,254               |                        | 11      |
| 12                   | 18 | Lance Stroll       | Racing Point | 1:29,594               | 1:29,345               |                        | 12      |
| 13                   | 7  | Kimi Räikkönen     | Alfa Romeo   | 1:29,636               | 1:29,358               |                        | 13      |
| 14                   | 26 | Daniił Kwiat       | Toro Rosso   | 1:29,723               | 1:29,563               |                        | 14      |
| 15                   | 27 | Nico Hülkenberg    | Renault      | 1:29,619               | 1:30,112               |                        | 15      |
| 16                   | 3  | Daniel Ricciardo   | Renault      | 1:29,822               |                        |                        | 16      |
| 17                   | 11 | Sergio Pérez       | Racing Point | 1:30,344               |                        |                        | 17      |
| 18                   | 63 | George Russell     | Williams     | 1:30,364               |                        |                        | 18      |
| NU                   | 20 | Kevin Magnussen    | Haas         | —                      |                        |                        | 192     |
| NU                   | 88 | Robert Kubica      | Williams     | —                      |                        |                        | PL2     |
| 107% czasu: 1:34,593 |    |                    |              |                        |                        |                        |         |

Uwagi
- 1 — Max Verstappen i Alexander Albon ustanowili identyczne czasy, ale wyżej sklasyfikowany został Verstappen, ponieważ ustanowił ten czas jako pierwszy.
- 2 — Kevin Magnussen i Robert Kubica nie wzięli udziału w kwalifikacjach i nie ustanowili czasu. Decyzją sędziów zostali dopuszczeni do udziału w wyścigu. Ponadto Kubica został zobowiązany do startu z alei serwisowej ze względu na wymianę monokoku.

### Wyścig
Źródło: formula1.com
| P  | Nr | Kierowca           | Konstruktor  | Okr.1 | Czas                               | Start | +/– | Punkty |
| -- | -- | ------------------ | ------------ | ----- | ---------------------------------- | ----- | --- | ------ |
| 1  | 77 | Valtteri Bottas    | Mercedes     | 52    | 1:21:46,755                        | 3     | 2   | 25     |
| 2  | 5  | Sebastian Vettel   | Ferrari      | 52    | +13,343                            | 1     | 1   | 18     |
| 3  | 44 | Lewis Hamilton     | Mercedes     | 52    | +13,858                            | 4     | 1   | 162    |
| 4  | 23 | Alexander Albon    | Red Bull     | 52    | +59,537                            | 6     | 2   | 12     |
| 5  | 55 | Carlos Sainz Jr.   | McLaren      | 52    | +1:09,101                          | 7     | 2   | 10     |
| 6  | 16 | Charles Leclerc    | Ferrari      | 51    | +1 okrążenie3                      | 2     | 4   | 8      |
| 7  | 10 | Pierre Gasly       | Toro Rosso   | 51    | +1 okrążenie                       | 9     | 2   | 6      |
| 8  | 11 | Sergio Pérez       | Racing Point | 51    | +1 okrążenie                       | 17    | 9   | 4      |
| 9  | 18 | Lance Stroll       | Racing Point | 51    | +1 okrążenie                       | 12    | 3   | 2      |
| 10 | 26 | Daniił Kwiat       | Toro Rosso   | 51    | +1 okrążenie                       | 14    | 4   | 1      |
| 11 | 4  | Lando Norris       | McLaren      | 51    | +1 okrążenie                       | 8     | 3   |        |
| 12 | 7  | Kimi Räikkönen     | Alfa Romeo   | 51    | +1 okrążenie                       | 13    | 1   |        |
| 13 | 8  | Romain Grosjean    | Haas         | 51    | +1 okrążenie                       | 10    | 3   |        |
| 14 | 99 | Antonio Giovinazzi | Alfa Romeo   | 51    | +1 okrążenie                       | 11    | 3   |        |
| 15 | 20 | Kevin Magnussen    | Haas         | 51    | +1 okrążenie                       | 19    | 4   |        |
| 16 | 63 | George Russell     | Williams     | 50    | +2 okrążenia                       | 18    | 2   |        |
| 17 | 88 | Robert Kubica      | Williams     | 50    | +2 okrążenia                       | PL    | 3   |        |
| NS | 33 | Max Verstappen     | Red Bull     | 14    | NU (uszkodzenia kolizyjne)         | 5     |     |        |
| DK | 3  | Daniel Ricciardo   | Renault      | 51    | DK (zabronione wsparcie kierowcy)4 | 16    |     |        |
| DK | 27 | Nico Hülkenberg    | Renault      | 51    | DK (zabronione wsparcie kierowcy)4 | 15    |     |        |

Uwagi
- 1 — Wyścig był zaplanowany na 53 okrążenia, ale wyniki uzyskano po 52 okrążeniach, ponieważ omyłkowo o jedno okrążenie za wcześnie pokazano kierowcom flagę z szachownicą. W rezultacie Sergio Pérez utrzymał dziewiąte miejsce, pomimo wycofania się z wyścigu podczas ostatniego zaplanowanego okrążenia. Później, po dyskwalifikacji obu kierowców Renault, awansował na ósme miejsce.
- 2 — Jeden dodatkowy punkt jest przyznawany kierowcy, który ustanowił najszybsze okrążenie w wyścigu, pod warunkiem, że ukończył wyścig w pierwszej 10.
- 3 — Charles Leclerc otrzymał dwie kary: pierwsza, 5 sekund do uzyskanego czasu za kolizję z Maxem Verstappenem, druga, 10 sekund za jazdę uszkodzonym bolidem stwarzającym zagrożenie. Nie wpłynęło to na jego ostateczną pozycję.
- 4 — Daniel Ricciardo i Nico Hülkenberg ukończyli wyścig kolejno na szóstej i dziesiątej pozycji, ale zostali zdyskwalifikowani 10 dni po zakończeniu wyścigu w wyniku protestu złożonego przez zespół Racing Point.

### Najszybsze okrążenie
Źródło: formula1.com
| Nr | Kierowca       | Konstruktor | Czas     | Okr. |
| -- | -------------- | ----------- | -------- | ---- |
| 44 | Lewis Hamilton | Mercedes    | 1:30,983 | 45   |

## Klasyfikacja po wyścigu

### Kierowcy
| P  | +/− | Kierowca           | Starty | Punkty | P1 | P2 | P3 | PP | NO | NS |
| -- | --- | ------------------ | ------ | ------ | -- | -- | -- | -- | -- | -- |
| 1  | 0   | Lewis Hamilton     | 17     | 338    | 9  | 3  | 2  | 4  | 5  | –  |
| 2  | 0   | Valtteri Bottas    | 17     | 274    | 3  | 7  | 3  | 4  | 2  | 1  |
| 3  | 0   | Charles Leclerc    | 17     | 223    | 2  | 2  | 5  | 6  | 2  | 2  |
| 4  | 0   | Max Verstappen     | 17     | 212    | 2  | 1  | 3  | 1  | 3  | 2  |
| 5  | 0   | Sebastian Vettel   | 17     | 212    | 1  | 4  | 3  | 2  | 2  | 1  |
| 6  | +1  | Carlos Sainz Jr.   | 17     | 76     | –  | –  | –  | –  | –  | 3  |
| 7  | −1  | Pierre Gasly       | 17     | 75     | –  | –  | –  | –  | 2  | 1  |
| 8  | 0   | Alexander Albon    | 17     | 64     | –  | –  | –  | –  | –  | 1  |
| 9  | +4  | Sergio Pérez       | 17     | 37     | –  | –  | –  | –  | –  | 2  |
| 10 | −1  | Lando Norris       | 17     | 35     | –  | –  | –  | –  | –  | 3  |
| 11 | +1  | Daniił Kwiat       | 17     | 34     | –  | –  | 1  | –  | –  | 3  |
| 12 | −2  | Daniel Ricciardo   | 17     | 34     | –  | –  | –  | –  | –  | 5  |
| 13 | −2  | Nico Hülkenberg    | 17     | 34     | –  | –  | –  | –  | –  | 3  |
| 14 | 0   | Kimi Räikkönen     | 17     | 31     | –  | –  | –  | –  | –  | 1  |
| 15 | +1  | Lance Stroll       | 17     | 21     | –  | –  | –  | –  | –  | 1  |
| 16 | −1  | Kevin Magnussen    | 17     | 20     | –  | –  | –  | –  | 1  | 2  |
| 17 | 0   | Romain Grosjean    | 17     | 8      | –  | –  | –  | –  | –  | 7  |
| 18 | 0   | Antonio Giovinazzi | 17     | 4      | –  | –  | –  | –  | –  | 1  |
| 19 | 0   | Robert Kubica      | 17     | 1      | –  | –  | –  | –  | –  | 1  |
| 20 | 0   | George Russell     | 17     | 0      | –  | –  | –  | –  | –  | 2  |
| P  | +/− | Kierowca           | Starty | Punkty | P1 | P2 | P3 | PP | NO | NS |

### Konstruktorzy
| P  | +/− | Konstruktor               | Starty | Punkty | P1 | P2 | P3 | PP | NO | NS |
| -- | --- | ------------------------- | ------ | ------ | -- | -- | -- | -- | -- | -- |
| 1  | 0   | Mercedes                  | 34     | 612    | 12 | 10 | 5  | 8  | 7  | 1  |
| 2  | 0   | Ferrari                   | 34     | 435    | 3  | 6  | 8  | 8  | 4  | 3  |
| 3  | 0   | Red Bull Racing-Honda     | 34     | 323    | 2  | 1  | 3  | 1  | 5  | 3  |
| 4  | 0   | McLaren-Renault           | 34     | 111    | –  | –  | –  | –  | –  | 6  |
| 5  | 0   | Renault                   | 34     | 68     | –  | –  | –  | –  | –  | 8  |
| 6  | 0   | Scuderia Toro Rosso-Honda | 34     | 62     | –  | –  | 1  | –  | –  | 4  |
| 7  | 0   | Racing Point-BWT Mercedes | 34     | 58     | –  | –  | –  | –  | –  | 3  |
| 8  | 0   | Alfa Romeo Racing-Ferrari | 34     | 35     | –  | –  | –  | –  | –  | 2  |
| 9  | 0   | Haas-Ferrari              | 34     | 28     | –  | –  | –  | –  | 1  | 9  |
| 10 | 0   | Williams-Mercedes         | 34     | 1      | –  | –  | –  | –  | –  | 3  |
| P  | +/− | Konstruktor               | Starty | Punkty | P1 | P2 | P3 | PP | NO | NS |